# چائیریازی (چای)
چائیریازی (به ترکی استانبولی: Çayıryazı) یک منطقهٔ مسکونی در ترکیه است که در چای (شهر) واقع شده‌است.